# Ambroise Garin
Ambroise Garin (Arvier, 10 mei 1875 – Argenteuil, 31 maart 1969) was een tot Fransman genaturaliseerde Italiaans wielrenner. Hij was de broer van Maurice Garin, de winnaar van de allereerste Ronde van Frankrijk in 1903.

## Biografie
Garin werd geboren in Arvier, een klein plaatsje in Italië vlak bij de Franse grens. Hij had vier broers en vier zussen. Twee van zijn broers zouden ook wielrenner worden. Zijn vier jaar jongere broer César werd in 1904 tweede in Parijs-Roubaix, maar het was vooral zijn vier jaar oudere broer Maurice die het ver zou schoppen: hij won in 1903 de allereerste Ronde van Frankrijk. Toen Ambroise tien jaar oud was, verhuisde de familie Garin naar het Noord-Franse stadje Maubeuge, waardoor de Garins de Franse nationaliteit verkregen. 
Garin was als wielrenner actief tussen 1899 en 1903. Hij stond tijdens zijn carrière op het podium in Parijs-Roubaix (twee keer derde, een keer tweede) en Bordeaux-Parijs (twee keer derde). Hij reed ook één etappe mee tijdens de allereerste editie van de Ronde van Frankrijk, die zijn broer Maurice uiteindelijk won: in de vijfde etappe tussen Bordeaux en Nantes eindigde hij vijfde, op 33 minuten en 34 seconden van de etappewinnaar, zijn broer Maurice.
Garin overleed op 31 maart 1969 op 93-jarige leeftijd.

## Belangrijkste ereplaatsen
1899
- 3e in Parijs-Roubaix

1900
- 3e in Bordeaux-Parijs

1901
- 2e in Parijs-Roubaix

1902
- 3e in Parijs-Roubaix
- 3e in Bordeaux-Parijs

## Resultaten in voornaamste wedstrijden
| Jaar | Ronde van Italië | Ronde van Frankrijk | Ronde van Spanje |
| ---- | ---------------- | ------------------- | ---------------- |
| 1899 |                  |                     |                  |
| 1901 |                  |                     |                  |
| 1902 |                  |                     |                  |
| 1903 |                  | opgave              |                  |

| Jaar | Parijs-Roubaix |
| ---- | -------------- |
| 1899 | ↑              |
| 1901 | ↑              |
| 1902 | ↑              |
| 1903 |                |